# Charles Town
Charles Town es una ciudad ubicada en el condado de Jefferson en el estado estadounidense de Virginia Occidental. En el Censo de 2010 tenía una población de 5259 habitantes y una densidad poblacional de 349,73 personas por km².

## Geografía
Charles Town se encuentra ubicada en las coordenadas 39°15′50″N 77°52′53″O / 39.26389, -77.88139. Según la Oficina del Censo de los Estados Unidos, Charles Town tiene una superficie total de 15.04 km², de la cual 15.04 km² corresponden a tierra firme y (0%) 0 km² es agua.

## Demografía
Según el censo de 2010, había 5259 personas residiendo en Charles Town. La densidad de población era de 349,73 hab./km². De los 5259 habitantes, Charles Town estaba compuesto por el 76.88% blancos, el 13.27% eran afroamericanos, el 0.29% eran amerindios, el 2.15% eran asiáticos, el 0.06% eran isleños del Pacífico, el 3.75% eran de otras razas y el 3.61% pertenecían a dos o más razas. Del total de la población el 8.99% eran hispanos o latinos de cualquier raza.